# Struthisca subalba
Struthisca subalba is een vlinder van de familie van de zakjesdragers (Psychidae). De wetenschappelijke naam van deze soort is voor het eerst voorgesteld als door Thomas Sobczyk in een publicatie uit 2019.
De soort komt voor in Zuid-Afrika.